# Tujie Zhen
Tujie Zhen (kinesiska: 兔街, 兔街镇) är en köping i Kina. Den ligger i provinsen Yunnan, i den sydvästra delen av landet, omkring 190 kilometer väster om provinshuvudstaden Kunming. Antalet invånare är 13 552. Befolkningen består av 6 453 kvinnor och 7 099 män. Barn under 15 år utgör 19,0 %, vuxna 15-64 år 71 %, och äldre över 65 år 8,0 %.
Genomsnittlig årsnederbörd är 979 millimeter. Den regnigaste månaden är juli, med i genomsnitt 213 mm nederbörd, och den torraste är januari, med 10 mm nederbörd.